# Kathedraal van de Onbevlekte Ontvangenis (Albany)
De Kathedraal van de Onbevlekte Ontvangenis (Engels: Cathedral of the Immaculate Conception) is de kathedraal van het bisdom Albany in de staat New York. De kerk is gelegen aan de Eagle Street in Albany en staat sinds 1976 ingeschreven als monument in het National Register of Historic Places.

## Voorgeschiedenis
Een eerste parochie in de staat New York ontwikkelde zich in de loop van de 18e eeuw. De katholieke gemeenschap concentreerde zich voornamelijk in en rond de stad New York, maar de parochie besloeg de gehele staat New York.
In 1817 kwamen katholieke Ieren naar Albany om er te werken aan het aanleggen van een waterweg. De industrie die zich aan het kanaal begon te vestigen stimuleerde de immigratie verder. De hongersnood in Ierland in de jaren 1840 zorgde voor een nieuwe immigratiegolf van katholieken. In 1847 waren de katholieke kerk en haar congregaties dermate goed in Albany en andere plaatsen in de regio verankerd, dat paus Pius IX toestemming gaf voor het oprichten van het bisdom Albany.

## De bouw van de kathedraal

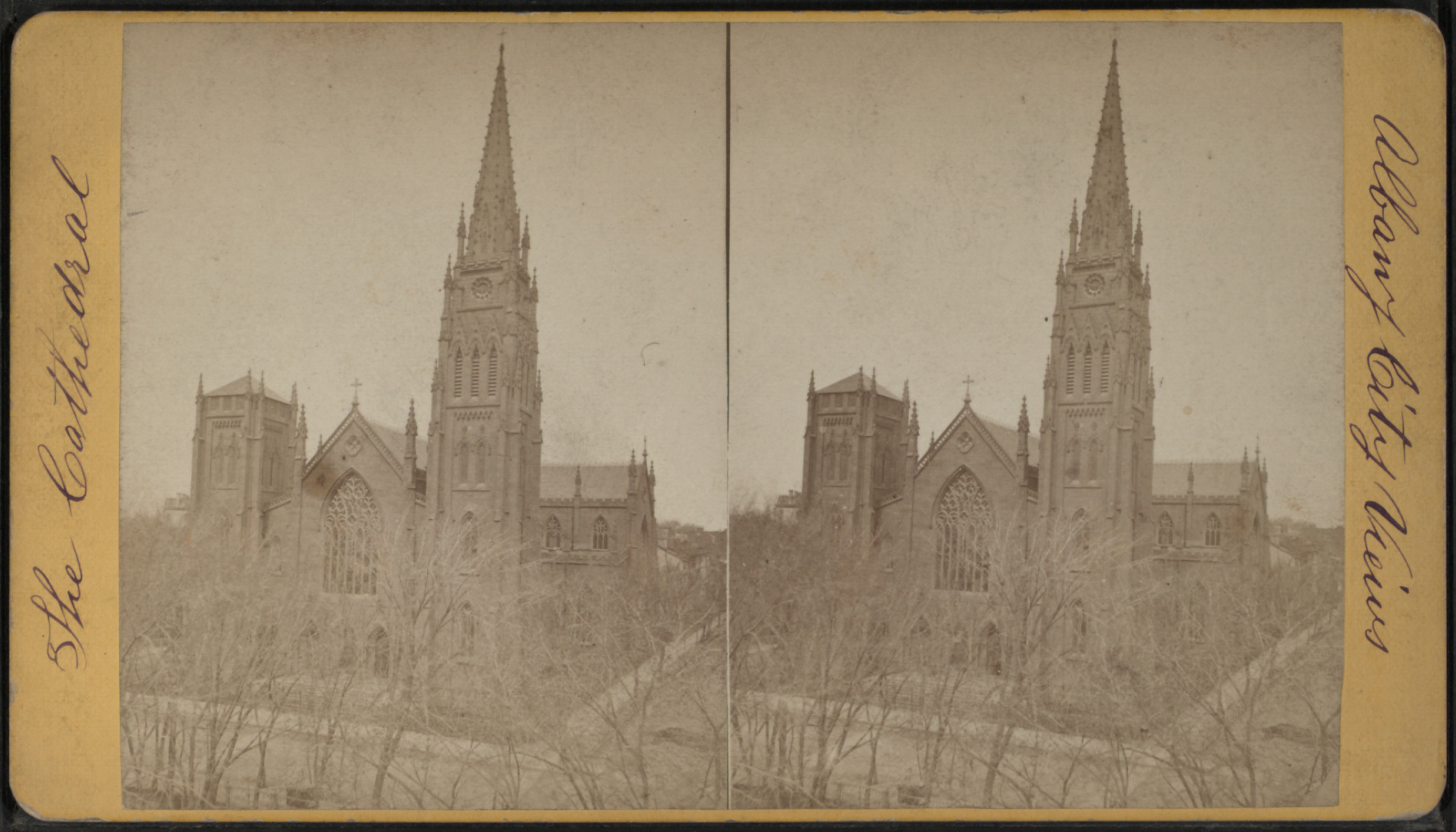
De kathedraal in de 19e eeuw met de nog onvoltooide zuidelijke toren

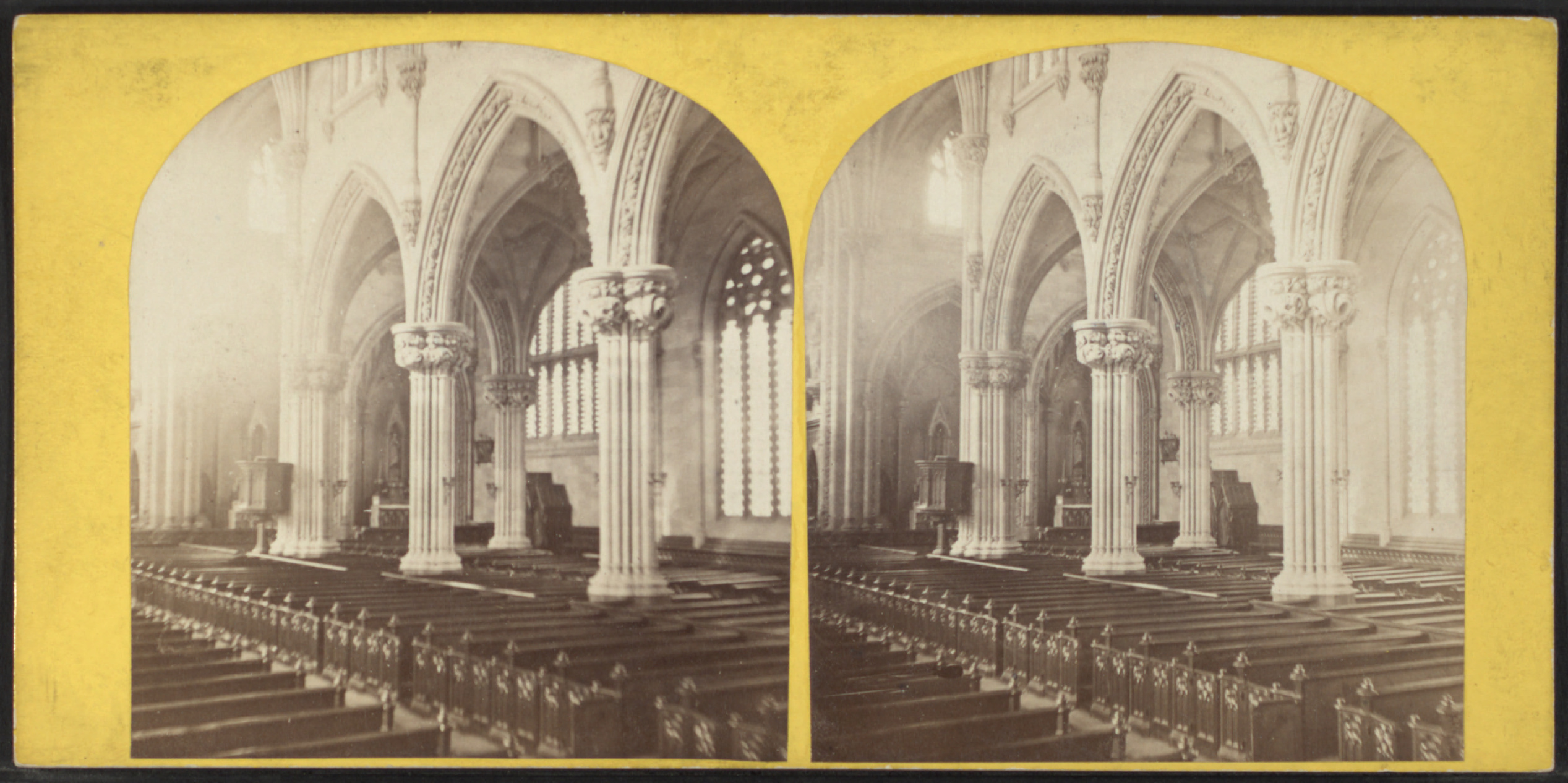
Het 19e-eeuwse interieur

De kathedraal voor het nieuwe bisdom werd in neogotische stijl gebouwd tussen 1848 en 1852 door de architect Patrick Keely. De inwijding vond plaats in 1852 door John Hughes (1797-1864), aartsbisschop van New York. De eerste bisschop van de kathedraal, John McCloskey (1847-1865), was tevens hulpbisschop van New York met het recht van opvolging en verhuisde dus na de dood van Hughes in 1865 naar New York. Voor lange tijd bleef de bisschopszetel in Albany daarna vacant.
Na de wijding was de kerk echter nog niet voltooid. De beide spitsen moesten nog gebouwd worden en het koor moest nog worden toegevoegd. In 1858 had men genoeg geld verzameld om een van de beide torens te voltooien. De noordelijk toren kreeg een hoogte van 64 meter en was voor lange tijd het hoogste bouwwerk van de stad. Door aanhoudende immigratie vanuit Duitsland en Italië groeide de katholieke bevolking van Albany verder.
Een eerste renovatie werd in 1882 noodzakelijk.
Het bisdom was in 1888 in staat de zuidelijke toren af te bouwen en vier jaar later volgden de apsis en de sacristie. Het interieur werd eveneens vernieuwd. De uit Engeland geïmporteerde gebrandschilderde ramen werden geleidelijk aangevuld met nieuwe ramen, inclusief het raam in het zuidelijke transept van het Laatste Oordeel uit 1897. Veel van het nieuwe kerkmeubilair was afkomstig uit Europa. De koorbanken werden in 1894 vanuit België geïmporteerd en de hoge kansel werd gesneden van Nederlands eikenhout. De oorspronkelijk geschilderde kruisweg werd vervangen door een kruisweg van beeldengroepen in de stijl van de beaux-arts. De nieuwe kruisweg kreeg een onderscheiding op de Wereldtentoonstelling van 1889. Twee jaar later, op het 50-jarige jubileum van de kathedraal, werd het gebouw geconsecreerd door bisschop Thomas Burke.

## Verval en restauratie
In 1936 werden de steunberen aan de noordelijke en zuidelijke zijbeuken nog vervangen door sterkere, maar in de jaren 1960 werd de kathedraal voor het eerst geconfronteerd met een onzekere toekomst of zelfs dreigende sloop. Grote delen van het oorspronkelijke parochiegebied in het noorden en westen van de kerk gingen verloren door de bouw van het enorme Empire State Plaza, een complex van overheidsgebouwen conform de plannen van gouverneur Nelson Rockefeller. Slechts 300 huizen bleven staan. Afbraak van de kathedraal werd dankzij de gouverneur en de bisschop voorkomen en er werden enkele kleinere restauraties uitgevoerd, maar de staat van het gebouw bleef verslechteren totdat bisschop Howard James Hubbard zich realiseerde dat een broodnodige restauratie niet langer kon worden uitgesteld. Hij startte in het begin van de 21e eeuw een campagne om geld in te zamelen voor een zeer grondige restauratie.
Het terugbrengen van de kathedraal in de oude glorie kostte in totaal ongeveer $ 19.000.000. De heropening van de kathedraal vond plaats in 2010 tijdens haar 158-jarig bestaan.

## Afbeeldingen

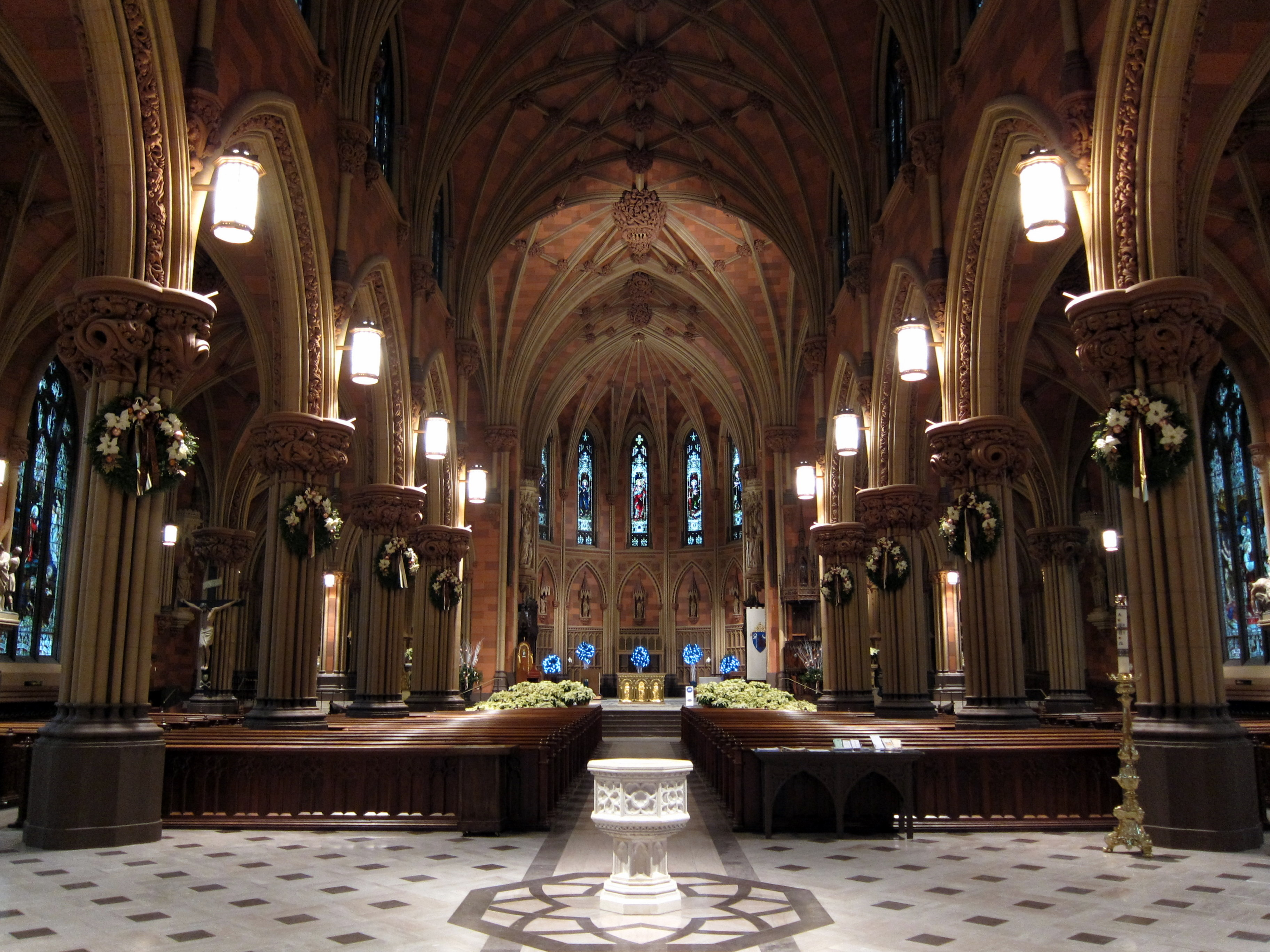
Overzicht interieur vanaf het koor.
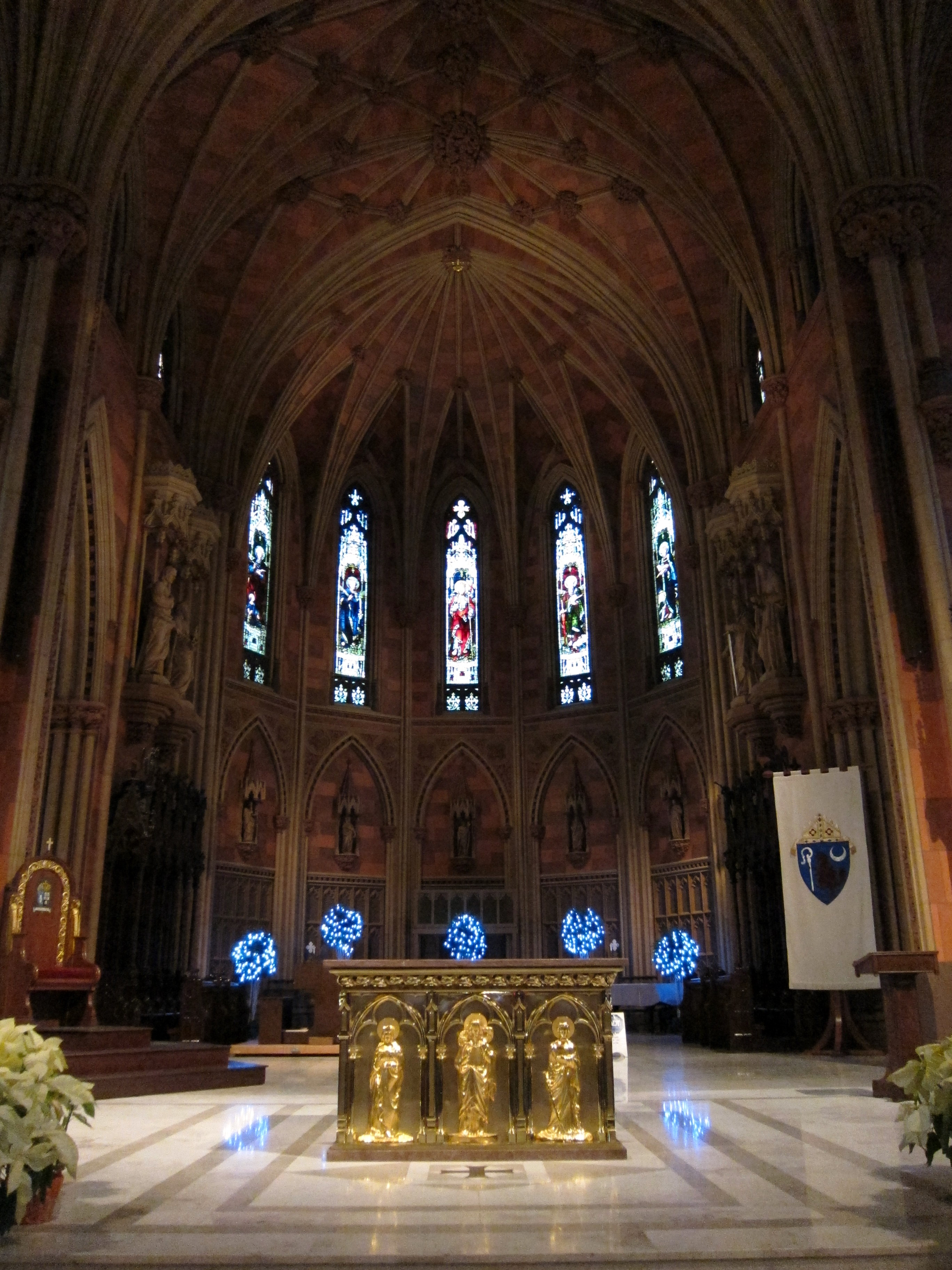
Priesterkoor
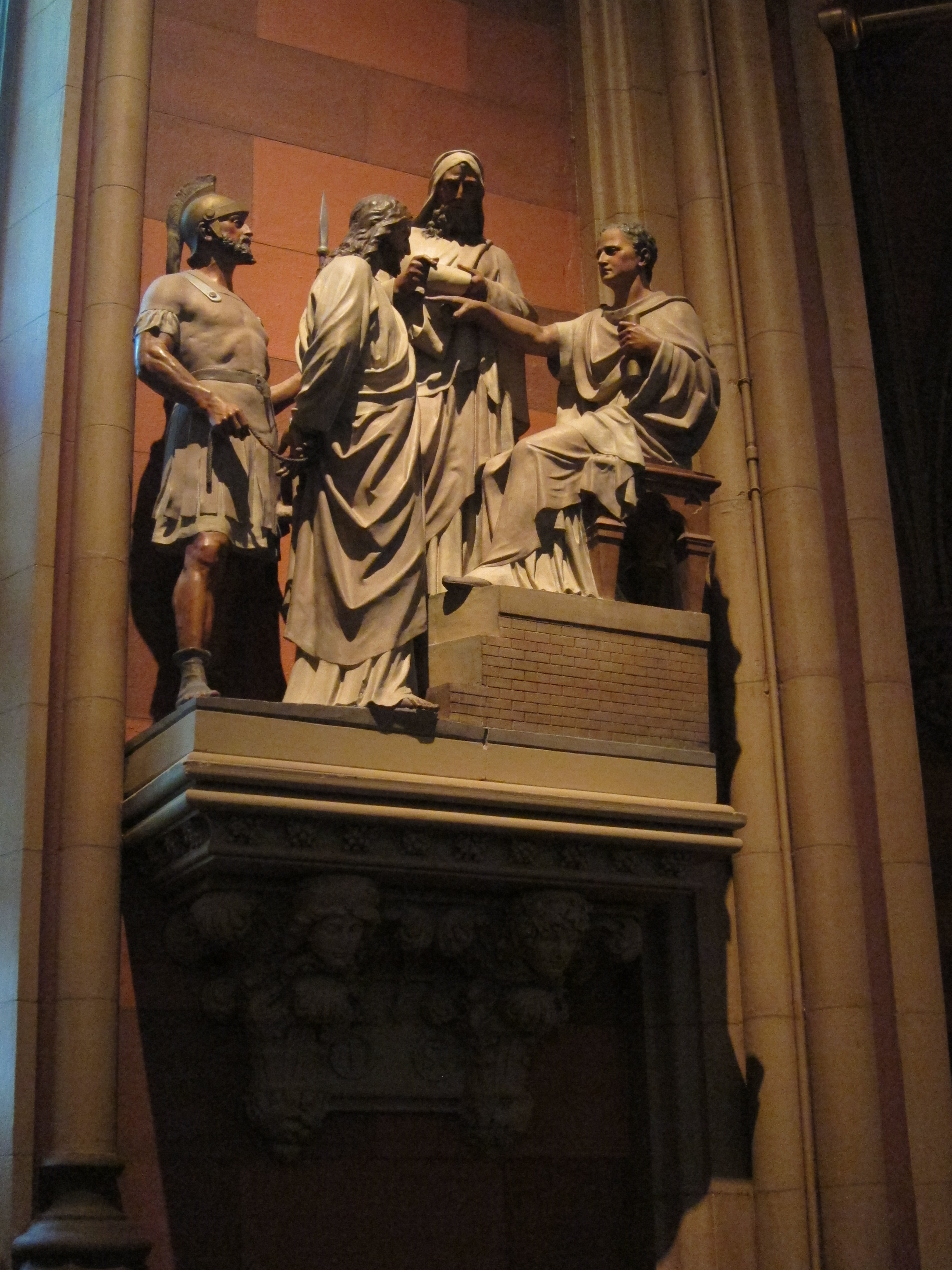
Kruiswegstatie
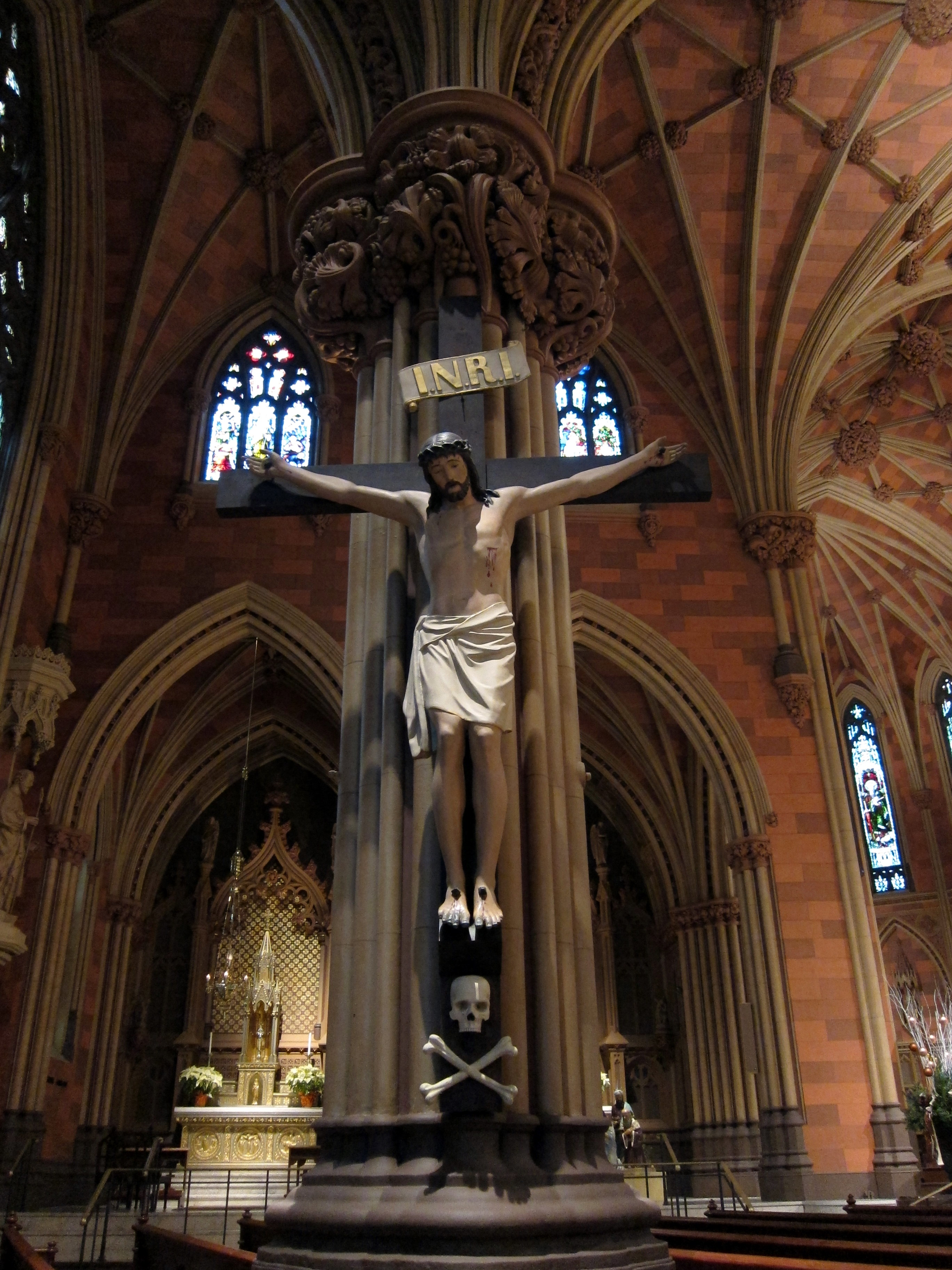
Crucifix
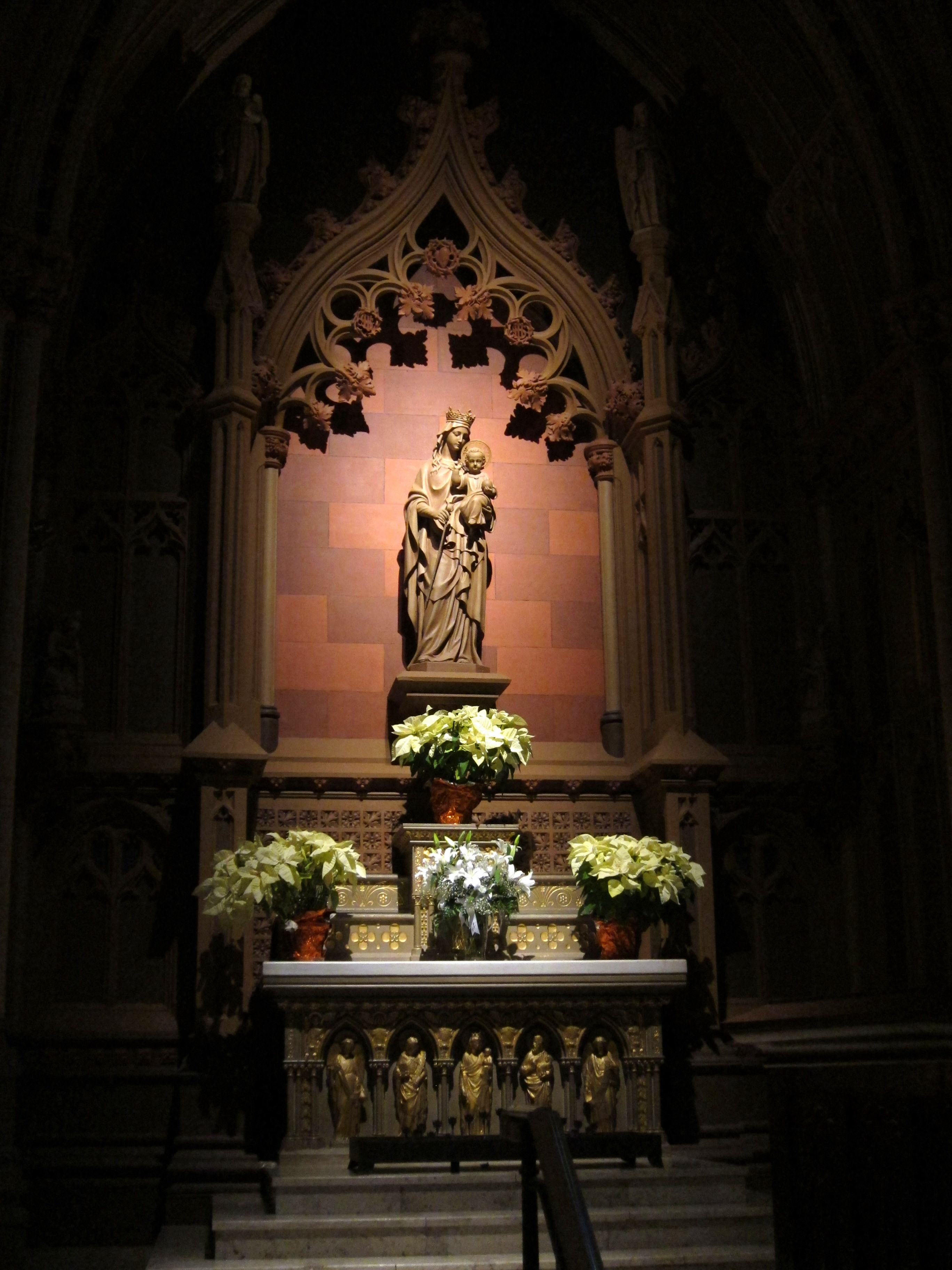
Madonnabeeld